# Saison 4 de Warehouse 13
Chronologie
Saison 3 Saison 5
La quatrième saison de Warehouse 13, série télévisée américaine, est composée de vingt épisodes.

## Synopsis
Après avoir sauvé la vie du président des États-Unis, deux agents des Services Secrets sont nommés à un nouveau poste dans le sud du Dakota à Warehouse 13, un service qui abrite les objets aux propriétés surnaturelles que le gouvernement américain a collecté à travers les siècles. Le duo a alors pour mission de récupérer d'éventuels nouveaux artéfacts susceptibles de mettre la population en danger.

## Distribution

### Acteurs principaux
- Eddie McClintock (VF : Benjamin Pascal) : Pete Lattimer
- Joanne Kelly (VF : Marie Zidi) : Myka Ophelia Bering
- Saul Rubinek (VF : Pascal Casanova) : Dr Arthur « Artie » Nielsen
- Genelle Williams (VF : Fily Keita) : Leena
- Allison Scagliotti (VF : Sylvie Jacob) : Claudia Donovan
- Aaron Ashmore (VF : Stéphane Pouplard) : agent Steve Jinks

### Acteurs récurrents
- CCH Pounder (VF : Michelle Bardollet) : Irène Frédéric (9 épisodes)
- Faran Tahir (VF : Michel Vigné) : Adwin Kosan (6 épisodes)
- Brent Spiner (VF : Michel Voletti) : frère Adrian (6 épisodes)
- Kelly Hu (VF : Ivana Coppola) : Abigail Cho, successeur de Leena à la pension, ancienne photographe et psychologue (5 épisodes)
- Jaime Murray (VF : Marion Valantine) : H. G. Wells (4 épisodes)
- Polly Walker (VF : Juliette Degenne) : Charlotte Dupres (4 épisodes)
- Josh Blaylock (VF : Léonard Hamet) : Nick Powell (4 épisodes)
- James Marsters (VF : Serge Faliu) : Pr Sutton (3 épisodes - ayant le statut de récurrent)
- Anthony Stewart Head (VF : Nicolas Marié) : Paracelsus (3 épisodes - ayant le statut de récurrent)
- Kate Mulgrew (VF : Anne Jolivet (ép. 2) puis Micky Sébastian (ép. 11)) : Jane (2 épisodes - récurrence à travers les saisons)
- Lindsay Wagner (VF : Dominique Macavoy) : Dr Vanessa Calder (2 épisodes - récurrence à travers les saisons)

## Production

### Développement
Le 12 août 2011, la série a été renouvelée pour cette saison composée de treize épisodes sur Syfy. Puis, le 13 janvier 2012, Syfy a commandé 7 épisodes supplémentaires, soit un total de 20 épisodes.

### Casting
Entre juin et octobre 2012, les acteurs Brent Spiner, Lindsay Wagner et Polly Walker ont obtenu un rôle récurrent dans la saison.
Entre mars 2012 et avril 2013, les acteurs Sam Huntington, Laura Innes, Brian J. Smith, Dee Wallace, Pooch Hall, Joel Grey, Nora Zehetner, Steve Valentine, Anthony Head, Enrico Colantoni et Missi Pyle ont obtenu un rôle le temps d'un épisode lors de la saison.

## Liste des épisodes

### Épisode 1:Un souffle d'espoir
- États-Unis : 23 juillet 2012 sur Syfy[14]
- France : 1er janvier 2013 sur Syfy[15]
- Québec : 4 février 2013 sur Ztélé[16]

- États-Unis : 2,14 millions de téléspectateurs[17] (première diffusion)

- L'astrolabe de Fernand de Magellan (en deux parties)
- La toge de Ghandi

### Épisode 2:Démon caché
- États-Unis : 30 juillet 2012 sur Syfy
- France : 1er janvier 2013 sur Syfy[15]
- Québec : 11 février 2013 sur Ztélé[18]

- États-Unis : 1,67 million de téléspectateurs[19] (première diffusion)

Référence(s)
- Il est fait référence à H. P. Lovecraft et au mythe de Cthulhu dans cet épisode.

### Épisode 3:Voleur d'artefacts
- États-Unis : 6 août 2012 sur Syfy
- France : 8 janvier 2013 sur Syfy[15]
- Québec : 18 février 2013 sur Ztélé[20]

- États-Unis : 1,63 million de téléspectateurs[21] (première diffusion)

### Épisode 4:Sac de billes
- États-Unis : 13 août 2012 sur Syfy
- France : 8 janvier 2013 sur Syfy[15]
- Québec : 25 février 2013 sur Ztélé[22]

- États-Unis : 1,56 million de téléspectateurs[23] (première diffusion)

### Épisode 5:Souffrir n'est pas jouer
- États-Unis : 20 août 2012 sur Syfy
- France : 15 janvier 2013 sur Syfy[15]
- Québec : 4 mars 2013 sur Ztélé

- États-Unis : 1,87 million de téléspectateurs[24] (première diffusion)

### Épisode 6:Jeu de miroir
- États-Unis : 27 août 2012 sur Syfy
- France : 15 janvier 2013 sur Syfy[15]
- Québec : 11 mars 2013 sur Ztélé

- États-Unis : 1,87 million de téléspectateurs[25] (première diffusion)

### Épisode 7:Problème de taille
- États-Unis : 10 septembre 2012 sur Syfy
- France : 22 janvier 2013 sur Syfy[15]
- Québec : 18 mars 2013 sur Ztélé

- États-Unis : 1,66 million de téléspectateurs[26] (première diffusion)

### Épisode 8:Seconde Chance
- États-Unis : 17 septembre 2012 sur Syfy
- France : 22 janvier 2013 sur Syfy[15]
- Québec : 25 mars 2013 sur Ztélé[27]

- États-Unis : 1,32 million de téléspectateurs[28] (première diffusion)

### Épisode 9:Jeu de massacre
- États-Unis : 24 septembre 2012 sur Syfy
- France : 29 janvier 2013 sur Syfy[15]
- Québec : 1er avril 2013 sur Ztélé[29]

- États-Unis : 1,49 million de téléspectateurs[30] (première diffusion)

### Épisode 10:Chutes
- États-Unis : 1er octobre 2012 sur Syfy
- France : 29 janvier 2013 sur Syfy[15]
- Québec : 8 avril 2013 sur Ztélé[31]

- États-Unis : 1,62 million de téléspectateurs[32] (première diffusion)

### Épisode 11:Les Morts et les Vivants
- États-Unis : 29 avril 2013 sur Syfy[33]
- France : 8 octobre 2013 sur Syfy[réf. souhaitée]

- États-Unis : 1,51 million de téléspectateurs[34] (première diffusion)

- Roger Rees (James MacPherson)
- Kate Mulgrew (Jane Lattimer)

### Épisode 12:Les Derniers Survivants
- États-Unis : 6 mai 2013 sur Syfy
- France : 8 octobre 2013 sur Syfy

- États-Unis : 1,28 million de téléspectateurs[35] (première diffusion)

- Emily Bergl (Autumn Radnor)
- Patrick Flueger (le ranger Evan Smith)

### Épisode 13:Série noire
- États-Unis : 13 mai 2013 sur Syfy
- France : 15 octobre 2013 sur Syfy

- États-Unis : 1,27 million de téléspectateurs[36] (première diffusion)

- Missi Pyle (Lily Abbott)
- America Olivo (Rebecca Carson)
- Enrico Colantoni (Anthony Bishop)
- Amanda Brugel (Amy)
- Marqus Bobesich (Joel Lambeth)
- Jefferson Mappin (Caspian Barnabas)

### Épisode 14:Pure magie
- États-Unis : 20 mai 2013 sur Syfy
- France : 15 octobre 2013 sur Syfy

- États-Unis : 1,08 million de téléspectateurs[37] (première diffusion)

- Joel Grey (Monty le Magnifique)
- Nora Zehetner (Rose)
- Steve Valentine (Val Preston)

### Épisode 15:Peur primale
- États-Unis : 3 juin 2013 sur Syfy
- France : 22 octobre 2013 sur Syfy

- États-Unis : 1,36 million de téléspectateurs[38] (première diffusion)

- Todd Stashwick (District Attorney Hofgren)
- Tuc Watkins (Nate)
- Ricardo Chavira (Detective Briggs)
- Eric Murdoch (Ritchie Purcell)
- Kiara Glasco (Adelaide)

### Épisode 16:Évasion
- États-Unis : 10 juin 2013 sur Syfy
- France : 22 octobre 2013 sur Syfy

- États-Unis : 1,66 million de téléspectateurs[39] (première diffusion)

- Charlie Weber (Liam Napier)
- Cherie Currie (elle-même)
- Vladimir Jon Cubrt (Joe Barton)
- Ronnie Rowe (Rick Davis)
- Mary Krohnert (Christina Robertson)
- Daniella Evangelista (Anna)
- Landon Norris (Kyle Barton)

### Épisode 17:Le Sens des priorités
- États-Unis : 17 juin 2013 sur Syfy
- France : 29 octobre 2013 sur Syfy

- États-Unis : 1,36 million de téléspectateurs[40] (première diffusion)

- Chris Ellis (le colonel Arnold Cassell)
- Cynthia Watros (Janice Malloy)
- Mark Weatherley (l'avocat de la défense Terry Chambers)
- Stephanie Moore (en) (Mme Labelle)
- Matt Birman (Rex Simmons)

### Épisode 18:Chasse au pirate
- États-Unis : 24 juin 2013 sur Syfy
- France : 29 octobre 2013 sur Syfy

- États-Unis : 1,11 million de téléspectateurs[41] (première diffusion)

- Sasha Roiz (Marcus Diamond)
- Reed Clare (Lars)

### Épisode 19:Le temps qui reste
- États-Unis : 1er juillet 2013 sur Syfy
- France : 5 novembre 2013 sur Syfy

- États-Unis : 1,42 million de téléspectateurs[42] (première diffusion)

### Épisode 20:L'Heure de vérité
- États-Unis : 8 juillet 2013 sur Syfy
- France : 5 novembre 2013 sur Syfy

- États-Unis : 1,42 million de téléspectateurs[43] (première diffusion)

- Genelle Williams (Leena)